# Hallstätter See

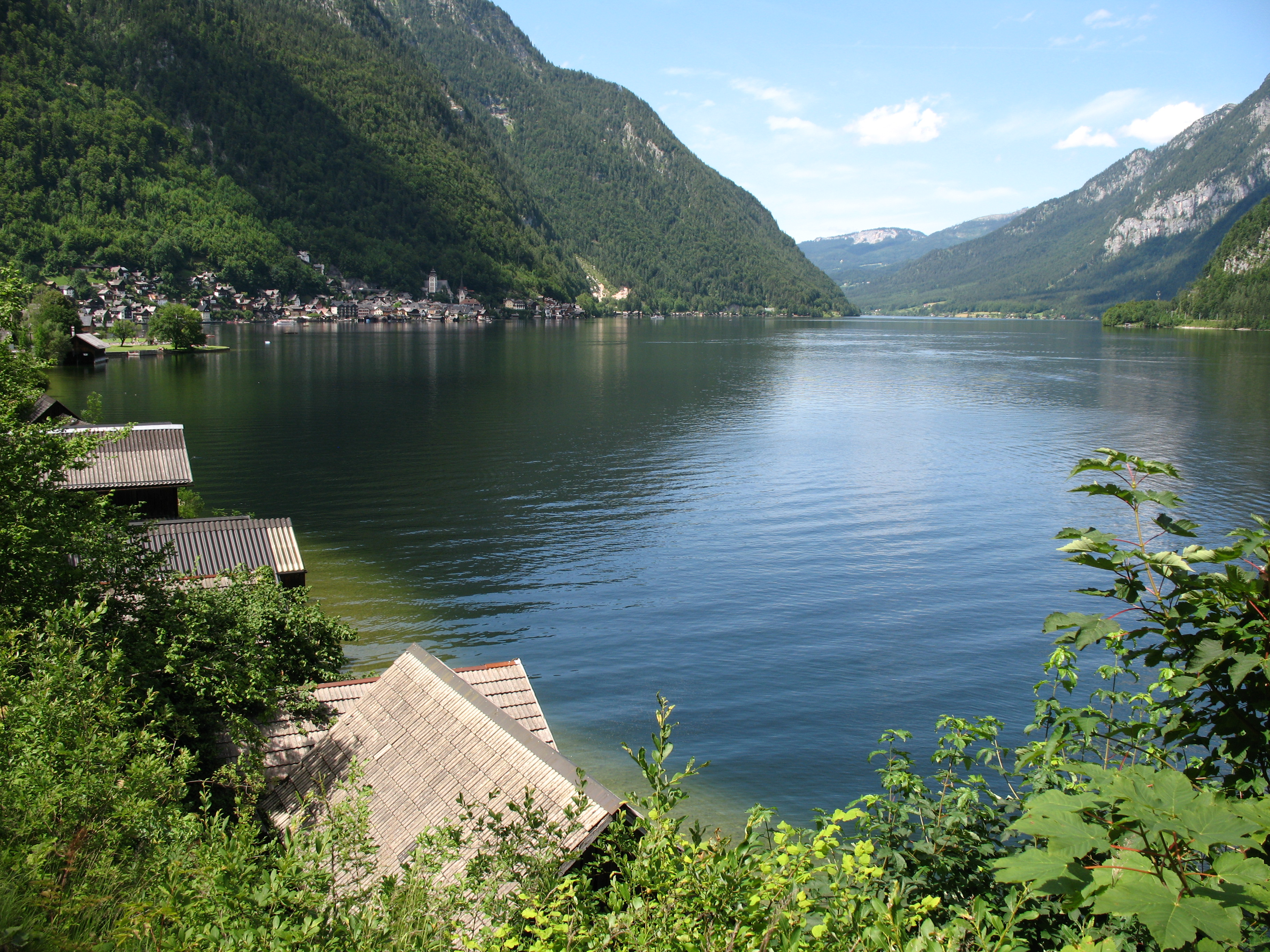
Hallstätter See med Hallstatt i bakgrunden.

Hallstätter See är en österrikisk alpsjö i delstaten Oberösterreich. Den 8,4 km² stora sjön ligger 508 meter över havet och är 125 meter djup. Sjön genomflyts av floden Traun.